# Brunn (Auerbach/Vogtl.)
Brunn ist ein Dorf im sächsischen Vogtlandkreis und ehemaliger Gemeindeteil Auerbachs.

## Lage
Brunn befindet sich östlich von Auerbach auf etwa 573 m Höhe nahe der östlichen Grenze des Vogtlandkreises. Die Pöltzsch fließt durch den Ort. Vor dem Ortseingang in Richtung Vogelsgrün mündet der Vogelsgrüner Bach in die Pöltzsch, nach dem Ortsausgang in Richtung Sorga mündet der Kuhbach.
Auf dem Straßenwege ist Brunn von Vogelsgrün/Schnarrtanne sowie von Auerbach und Hohengrün/Beerheide aus erreichbar. Eine Bahnverbindung besteht nicht.

## Geschichte
Erstmals erwähnt wurde Brunn 1411 als Brunne, später als Bron (1450), Brun (1455), Villa Brunnen (1460), Bronn oder Brönn (1531),  Bruen (1563), Bron (1578), Brunn, bey Auerbach (1791) und ab 1875 als Brunn. 1950 wurde Brunn nach Auerbach eingemeindet.
Gemeinsam mit seinem Ortsteil Dresselsgrün war Brunn bis 1950 ein eigenständiges Dorf bzw. eine Landgemeinde innerhalb des Amtes Plauen (bis 1855), dem Gerichtsamt (bis 1874) und der Amtshauptmannschaft Auerbach. Seit 1952 war der Ort dem (Land-) Kreis Auerbach zugehörig. Seit 1996 gehört Brunn zum Vogtlandkreis. 1950 wurde Brunn zu Auerbach eingemeindet.
Für 1583 und 1764 ist eine Zugehörigkeit des Ortes zum Rittergut Auerbach obern und untern Teils belegt. 1586 gehörte der Ort zum Rittergut Göltzsch. Für 1764 ist zudem eine Verbindung zu den Rittergütern Sorga und Rützengrün belegt. Brunn gehört zur Kirchgemeinde Schnarrtanne-Vogelsgrün. 1578 und von 1930 bis 2001 gehörte der Ort kirchenrechtlich zu Auerbach. 
| Jahr      | 1834 | 1871 | 1890 | 1910 | 1925 | 1939 | 1946 |
| Einwohner | 467  | 463  | 627  | 1121 | 1154 | 1189 | 1137 |

1583/86 lebten in Brunn 16 besessene Mann und für 1764 sind 29 besessene Mann mit 11 Häuslern und 3 1/6 Hufen je 30 Scheffel belegt. 1925 bekannten sich 1132 Einwohner zum evangelisch-lutherischen Glauben. Unter den 69 Kommunen der Amtshauptmannschaft Auerbach war Brunn 1910 auf Rang 28 der Einwohnerstatistik. 
In Brunn existierte ein Freibad. Seit dem 1. Juli 2008 ist Brunn kein offizieller Gemeindeteil Auerbachs mehr.

## Belege
1. ↑  nach OSM.
2. ↑  Ernst Eichler, Volkmar Hellfritzsch, Johannes Richter: Die Ortsnamen des sächsischen Vogtlandes. 1. Das Namenbuch. (= Vogtlandmuseum Plauen, Schriftenreihe 50), Plauen 1983, S. 25.
3. 1 2  Brunn (1) – HOV | ISGV. Abgerufen am 5. Dezember 2022.
4. ↑  Auerbach/Vogtland - eine Stadt stellt sich vor. Abgerufen am 5. Dezember 2022.